# Tietje
Tietje ist ein niederdeutscher Familienname und männlicher Vorname.

## Herkunft und Bedeutung
Tietje ist eine Kurzform des alten germanischen Namens Dietrich. Er enthält die althochdeutschen Wörter Diot oder Diet (Volk) und rihhi (reich/mächtig) oder rihhan (beherrschen). Dietrich und Tietje bedeuten also so viel wie „Der Reiche (Mächtige) im Volke“ oder auch „Der Herrscher des Volkes“.
Später sind die alten deutschen Namen verkürzt worden, etwa zu Dide oder Tide. Als Kosename für Kinder entstand daraus Lüttje (Kleiner) Tide oder Lüttje Dide. Später wurde das Suffix -je als Diminutiv direkt angehängt und die Namen lauteten fortan Didje oder Tidje. Daraus ist dann die lautmalerische Variante Tietje entstanden. 
In alten Listen und Urkunden finden sich diese Namen zuerst um 1907 in Borgfeld bei Bremen.
Verwandt ist der Vorname Tetje (siehe Tetje Mierendorf).

## Familienname
Aus dem Vornamen Tietje stammen auch die Familiennamen Tietje und Tietjen her, die besonders in einigen Bremer Stadtteilen und Dörfern der Umgebung verbreitet sind. Sie bedeuten so viel wie Aus Tietjes Familie oder Von Tietjes Hof.

## Namensträger
- Christian Tietje (* 1967), deutscher Jurist
- Claudia Tietje (1973–2013), deutsche Politikerin (SPD)
- Helmut Tietje (1926–1975), deutscher Politiker (CDU) und Mitglied des Niedersächsischen Landtages
- Kai Tietje, deutscher Dirigent und Arrangeur
- Lars Tietje (* 1967), deutscher Theaterintendant
- Ute Tietje (* 1949), deutsche Schriftstellerin
- Walter Tietje (1899–1974), preußischer Landrat im Kreis Simmern
- Werner Tietje (1924–1984), deutscher Schriftsteller